# خالد عبد الرحمن (لاعب كرة قدم)
خالد عبد الرحمن (مواليد 10 سبتمبر 1988، لاعب كرة قدم إماراتي يجيد اللعب في الظهير الأيسر، ويتميز باللعب بالقدم اليسرى لعب سابقاً مع نادي العين في دوري الخليج العربي الإماراتي .
خالد عبد الرحمن شقيق لاعبي المنتخب الإماراتي محمد عبد الرحمن وعمر عبد الرحمن .

## روابط خارجية
- خالد عبد الرحمن على موقع قاعدة بيانات كرة القدم.إي يو (الإنجليزية)
- خالد عبد الرحمن على موقع Soccerway.com (الإنجليزية)
- خالد عبد الرحمن على موقع كووورة